# Tresigallo
Tresigallo (Trasgàl in dialetto ferrarese) è una località di 4 397 abitanti, capoluogo del comune di Tresignana, nella provincia di Ferrara in Emilia-Romagna. È stato comune autonomo fino al 2018. Faceva parte dell'Unione Terre e Fiumi e confinava con i comuni di Ferrara, Fiscaglia, Formignana, Jolanda di Savoia e Ostellato.
È situato sulle sponde del Po di Volano ed è immerso nella Pianura Padana e la sua fondazione la si fa ricondurre al Medioevo. Era il comune meno esteso della provincia di Ferrara. Dal 1º gennaio 2019 si è fuso con il comune di Formignana per dare vita al nuovo comune di Tresignana, del quale è capoluogo.
Tresigallo è l'unica città di Fondazione riconosciuta città d'arte e grazie alle particolari geometrie e cromatismi delle sue architetture caratterizzate da tale corrente artistica è definita "La città metafisica".

## Storia
Situato sulla sponda sinistra del Po di Volano, nella pianura orientale della provincia di Ferrara, è uno dei più antichi centri della zona.
La sua pieve è documentata almeno dal 1044 e nella intitolazione a sant'Apollinare rivela l'origine dall'Esarcato di Ravenna.
Negli Statuti di Ferrara del 1287 Tresigallo è citato come borgo di poche case in una zona circondata da vastissime paludi.
Nel secolo XIII la pieve di Tresigallo ebbe come arciprete, fino al 1256, Giovanni da Gaibana, che fu poi calligrafo (amanuense) rinomatissimo della Cattedrale di Padova.
Per secoli il territorio di Tresigallo, dove si insediarono i patrizi veneziani Querini, Moro, Fontana, Badoer, Falier, restò circondato da valli e paludi oltre l'argine (allora detto "cale") che ad ovest dell'abitato metteva capo al Finale e raggiungeva il Po ad Ariano.
Da ciò forse deriva il nome di Tresigallo: "transcalem", aldilà dell'argine. Quest'argine fu poi in parte sostituito da Brazzolo ad est del paese.
Questo è il segno delle successive opere di progressiva bonificazione delle attigue valli, in particolare di quella voluta da Alfonso II d'Este, la quale partì da Tresigallo ed impegnò molte famiglie nobili o alto-borghesi ferraresi legate alla Signoria Estense.
Si citano le casate dei Gualenghi, Machiavelli, Freguglia, Isnardi, Aventi, Nigrisoli, Tassoni e Faruffini. Il capostipite di quest'ultima casata, Alessandro, fece costruire fra il 1517 ed il 1533 il palazzo turrito, che alla metà del secolo XVII nella persona del cardinale Carlo Pio della famiglia dei principi Pio di Savoia, prese il nome di Palazzo Pio.
Sui campi delle "possessioni" si svolgeva la dura attività contadina delle famiglie che abitavano sui fondi, composte talvolta da venti, trenta ed anche quaranta persone, mentre nei borghi e nel centro abitato risiedevano i braccianti.
È questa la vita e l'attività descritta in due trattati di agricoltura dell'illuminista don Domenico Chendi, che per sessant'anni (1735-1795) fu benemerito parroco di Tresigallo.
Nella seconda metà dell'Ottocento, con la grande bonificazione ferrarese, qui si sviluppò fortemente il bracciantato, che trovò un suo grande organizzatore nel giovanissimo Edmondo Rossoni (1884-1965) nativo di Tresigallo.
Già dalla metà del Settecento (don Chendi scrisse che la "stazione" di posta era alla locanda Lisbona) e fino al 1906 circa, chi da Tresigallo voleva recarsi a Ferrara, percorrendo la strada che si snodava sugli argini del Volano poteva trovare il conforto della diligenza ad un cavallo e sei posti. Puntuale ogni lunedì e venerdì, dopo tre ore e mezzo di sballottamenti, arrivava allo stallaggio di via Contrari.
All'inizio del 1900 e fino al 1914 circa, oltre alla diligenza, da Tresigallo non era raro che viaggiatori si allungassero alla conca di Valpagliaro, distante due chilometri, per usufruire della linea di navigazione sul Volano a mezzo del vaporetto Graziella.
Si arrivava così, dopo tre ore e mezza, nel borgo di San Giorgio, non lontano dal mercato dei buoi e dei cavalli.
Durante il fascismo, la cittadina godette di una particolare notorietà a partire dal 1930 quando, su impulso di Edmondo Rossoni, venne completamente ricostruita con architetture razionaliste, come avveniva allora per le cosiddette città di fondazione: per tale motivo Tresigallo ha ottenuto la denominazione di Città d'Arte, quale esempio di città di nuova fondazione caratterizzata dalla modernità architettonica e urbanistica.

Vecchio stemma comunale

### Simboli
Lo stemma e il gonfalone del comune di Tresigallo erano stati concessi con decreto del presidente della Repubblica del 27 aprile 1967.
Il gonfalone era un drappo di azzurro.

## Monumenti e luoghi d'interesse
- Palazzo Pio
- Tra gli edifici dell'epoca dell'ampliamento degli Anni Trenta hanno rilevanza la Colonia post-Sanatoriale, l'Albergo Domus Tua, la Casa del Fascio, i Bagni pubblici, l'Albergo Italia, Piazza Repubblica.

### Architetture religiose
- Chiesa di Sant'Apollinare Vescovo e Martire
- Chiesa di San Pietro Apostolo a ReroPosizione dell'ex comune di Tresigallo nella provincia di Ferrara

Posizione dell'ex comune di Tresigallo nella provincia di Ferrara

## Società

### Evoluzione demografica
Abitanti censiti

## Amministrazione
Di seguito è presentata una tabella relativa alle amministrazioni che si sono succedute in questo comune.
| Periodo        | Periodo          | Primo cittadino    | Partito                                                               | Carica  | Note   |
| -------------- | ---------------- | ------------------ | --------------------------------------------------------------------- | ------- | ------ |
| 6 luglio 1988  | 22 giugno 1993   | Vittorio Volpi     | Partito Comunista Italiano, Partito Democratico della Sinistra        | sindaco | [ 16 ] |
| 22 giugno 1993 | 28 aprile 1997   | Vittorio Volpi     | Partito Democratico della Sinistra                                    | Sindaco | [ 16 ] |
| 28 aprile 1997 | 14 maggio 2001   | Vittorio Volpi     | lista civica di centrosinistra                                        | Sindaco | [ 16 ] |
| 14 maggio 2001 | 30 maggio 2006   | Maurizio Barbirati | lista civica di centrosinistra                                        | Sindaco | [ 16 ] |
| 30 maggio 2006 | 16 maggio 2011   | Maurizio Barbirati | lista civica di centrosinistra                                        | Sindaco | [ 16 ] |
| 16 maggio 2011 | 5 Giugno 2016    | Dario Barbieri     | lista civica di centrosinistra Progresso e solidarietà per Tresigallo | Sindaco | [ 16 ] |
| 5 giugno 2016  | 31 dicembre 2018 | Andrea Brancaleoni | lista civica apartitica Noi siamo per cambiare                        | Sindaco | [ 16 ] |

- Classificazione climatica: zona E, 2269 GR/G

## Sport

### Calcio
La principale squadra di calcio della città è l'A.S.D. Tresigallo Calcio che milita in seconda Categoria.